# Route nationale 35 (Madagaskar)
Route nationale 35 (RN 35) is een nationale weg in Madagaskar van 456 kilometer. De weg loopt van Ivato naar Morondava. Ze doorkruist de regio's Menabe en Amoron'i Mania.
De weg werd in 2012 volledig gerenoveerd.

## Locaties langs de route
Van oost naar west:
- Ivato - (kruising met RN 7 van Antsiranana naar Toliara)
- Ambatofinandrahana
- Mandrosonoro
- Malaimbandy - (kruising met RN 34 naar Miandrivazo en Antsirabe)
- Ankilizato - (kruising met RN 9 naar Tulear)
- Mahabo
- Morondava - (kruising met RN 8 naar Belon'i Tsiribihina)